# Liste der Baudenkmale in Suhlendorf
In der Liste der Baudenkmale in Suhlendorf sind alle Baudenkmale der niedersächsischen Gemeinde Suhlendorf aufgelistet.  Die Quelle der IDs und der Beschreibungen ist der Denkmalatlas Niedersachsen. Der Stand der Liste ist der 14. November 2021.

## Allgemein
In den Spalten befinden sich folgende Informationen:
- Lage: die Adresse des Baudenkmales und die geographischen Koordinaten. Kartenansicht, um Koordinaten zu setzen. In der Kartenansicht sind Baudenkmale ohne Koordinaten mit einem roten Marker dargestellt und können in der Karte gesetzt werden. Baudenkmale ohne Bild sind mit einem blauen Marker gekennzeichnet, Baudenkmale mit Bild mit einem grünen Marker.
- Bezeichnung: Bezeichnung des Baudenkmales
- Beschreibung: die Beschreibung des Baudenkmales. Unter § 3 Abs. 2 NDSchG werden Einzeldenkmale und unter § 3 Abs. 3 NDSchG Gruppen baulicher Anlagen und deren Bestandteile ausgewiesen.
- ID: die Objekt-ID des Baudenkmales
- Bild: ein Bild des Baudenkmales, ggf. zusätzlich mit einem Link zu weiteren Fotos des Baudenkmals im Medienarchiv Wikimedia Commons. Wenn man auf das Kamerasymbol klickt, können Fotos zu Baudenkmalen aus dieser Liste hochgeladen werden:

## Suhlendorf

### Einzeldenkmale in Suhlendorf
| Lage                                             | Bezeichnung                       | Beschreibung | ID       | Bild |
| ------------------------------------------------ | --------------------------------- | --- | -------- | ---- |
| Am alten Wehrturm 4 52° 55′ 36″ N, 10° 46′ 12″ O | St.-Marien-Kirche mit Einfriedung | Die evangelische Marienkirche wurde von 1904 bis 1905 erbaut, der Architekt war F. Jacob. Die Kirche hat einen hohen Westturm und ein eingezogener, polygonalen Chor. Die Ausstattung im Inneren stammt aus der Bauzeit. Neugotischer Backsteinbau, Staffelhalle. Satteldach mit glasierten Falzziegeln, Turmhelm in Schieferdeckung. Der Kirchhof ist nach Norden eingefriedet durch eine Mauer mit zweiflügeligem metallenen Eingangstor. | 31099804 |      |
| Marktplatz 7 52° 55′ 34″ N, 10° 46′ 4″ O         | Wohnhaus                          | Eingeschossiger Backsteinbau mit ausgebautem Drempelgeschoss unter Satteldach in Ziegelpfannendeckung. Straßenfront mit dreiachsigem Mittelrisalit. Erbaut 1910 (i). Nach Norden und Osten durch Mauer und schmiedeeisernen Zaun eingefriedet. | 31099823 |      |
| Marktplatz 11 52° 55′ 35″ N, 10° 46′ 7″ O        | Wohnhaus                          | Zweigeschossiges Fachwerkgebäude mit Backsteinausfachung, unter Walmdach in Ziegelpfannendeckung. Wirtschaftsgebäude an der Rückseite angebaut. Errichtet 1897 (i). Von altem Baumbestand umgeben. | 31099842 |      |
| Marktplatz 52° 55′ 33″ N, 10° 46′ 7″ O           | Denkmal                           | Quadratischer Pfeiler auf gestuftem Sockel, bekrönt von Adler auf Weltkugel. Am Pfeilerschaft Waffenreliefs, am Sockel Namenstafeln für die Gefallenen des Deutsch-Französischen Kriegs 1870/71. | 31099878 |      |

## Batensen

### Einzeldenkmale in Batensen
| Lage                               | Bezeichnung               | Beschreibung | ID       | Bild |
| ---------------------------------- | ------------------------- | --- | -------- | ---- |
| Nr. 1 52° 57′ 15″ N, 10° 45′ 45″ O | Wohn-/ Wirtschaftsgebäude | Vierständerbau in Fachwerk mit Backsteinausfachung; mit Vorschauer, Halbwalmdach mit Ziegelpfannendeckung. Errichtet 1881 (i). Zum Dorfplatz ausgerichtetes Wohnteil mit zweitem Fachwerkgeschoss aufgestockt, hier querliegendes Satteldach. Aufstockung 1907 (i). | 31099422 | BW   |

## Dalldorf

### Gruppe baulicher Anlagen in Dalldorf
| Lage                        | Bezeichnung   | Beschreibung | ID       | Bild |
| --------------------------- | ------------- | --- | -------- | ---- |
| 52° 57′ 8″ N, 10° 49′ 32″ O | Rundlingsdorf | Im Rundling Dalldorf erfolgte zu Beginn des 20. Jahrhunderts ein weitgehender Austausch der den Dorfplatz einfassenden Bebauung. Erhalten haben sich vier der seitdem traufständig zum Dorfplatz angeordneten Wohnhäuser. | 31080321 | BW   |

### Einzeldenkmale in Dalldorf
| Lage                                       | Bezeichnung               | Beschreibung | ID       | Bild           |
| ------------------------------------------ | ------------------------- | --- | -------- | -------------- |
| Ortsmitte 52° 57′ 6″ N, 10° 49′ 29″ O      | Kapelle mit Einfriedung   | Die Kapelle Dalldorf wurde 1666 aus Feld- und Backsteinen, aus Abbruchmaterial der Kapelle des Gutes Göddenstedt, erbaut. Walmdach in Schieferdeckung. Quadratischer Westturm in Fachwerk mit vertikaler Verbretterung unter Pyramidendach in Schieferdeckung.                                                                                           | 31099570 | Weitere Bilder |
| Ortsmitte 52° 57′ 6″ N, 10° 49′ 29″ O      | Gefallenendenkmal         | Rechteckiger Pfeiler auf gestuftem Sockel, bekrönendes Kreuz. Um 1920. | 31099587 | BW             |
| Dalldorf Nr. 1 52° 57′ 7″ N, 10° 49′ 35″ O | Wohn-/ Wirtschaftsgebäude | Vierständerbau in Fachwerk mit Backsteinausfachung, Vorschauer entfernt, Dielentor zugesetzt. Halbwalmdach in Ziegelpfannendeckung. Der westliche Wohnteil ist ein eingeschossiger Backsteinbau mit Drempelgeschoss unter Satteldach in Ziegelpfannendeckung, Straßenfront mit zweigeschossigem Mittelrisalit. Reiche Ziersteinsetzung. Erbaut 1901 (i). | 31099458 | BW             |
| Dalldorf Nr. 2 52° 57′ 9″ N, 10° 49′ 34″ O | Wohnhaus                  | Anderthalbgeschossiges Gebäude, zwei Seiten in gemischter Backstein- und Fachwerkbauweise, Rückseite und Ostgiebel massiv. Südseite mit stark vorzogenem Querbau. Ausgebautes Drempelgeschoss unter Halbwalmdächern in Ziegelpfannendeckung. Brüstungsfelder mit geschnitzten Rosetten. Erbaut 1911 (i).                                                 | 31099513 | BW             |
| Dalldorf Nr. 3 52° 57′ 9″ N, 10° 49′ 32″ O | Wohnhaus                  | Ein- bis dreigeschossiges Gebäude in Backsteinbauweise, straßenseitiger Drempel sowie Obergeschosse auf Süd- und Ostseite in Fachwerk. Halbwalmdächer in Ziegelpfannendeckung. Errichtet 1913 (i). | 31099532 | BW             |
| Dalldorf Nr. 4 52° 57′ 9″ N, 10° 49′ 31″ O | Wohnhaus                  | Zweigeschossiger Backsteinbau unter Halbwalmdach in Schindeldeckung. Straßenfront mit Mittelrisalit. Erbaut 1908 (i). | 31099551 | BW             |

## Dallahn

### Einzeldenkmale in Dallahn
| Lage                                | Bezeichnung | Beschreibung | ID       | Bild |
| ----------------------------------- | ----------- | --- | -------- | ---- |
| Nr. 13 52° 57′ 56″ N, 10° 49′ 48″ O | Lutherhof   | An einen Vierständerbau mit Vorschauer unter Halbwalmdach in Pfannendeckung angefügtes, quergestelltes Wohnteil in Backsteinbauweise unter ziegelgedecktem Satteldach. Mittelrisalit mit Rund- und Spitzbogenfenstern. Erbaut 1900 (i). | 31099440 | BW   |

## Grabau

### Einzeldenkmale in Grabau
| Lage                               | Bezeichnung               | Beschreibung | ID       | Bild |
| ---------------------------------- | ------------------------- | --- | -------- | ---- |
| Nr. 1 52° 56′ 57″ N, 10° 48′ 37″ O | Wohn-/ Wirtschaftsgebäude | Teilweise massiv ersetzter Zweiständerbau in Fachwerk mit Backsteinausfachung. Vorschauer entfernt, Dielentor zugesetzt. Unter Halbwalmdach. Errichtet 1787 (i). Wohnteil in Fachwerk, unter Halbwalmdach in Ziegelpfannendeckung, verlängert 1875. | 31099623 | BW   |
| Nr. 1 52° 56′ 57″ N, 10° 48′ 37″ O | Pflasterung               | Der Hof ist mit alten Feldsteinen gepflastert. | 31099970 | BW   |

## Groß Ellenberg

### Einzeldenkmale in Groß Ellenberg
| Lage                              | Bezeichnung | Beschreibung | ID       | Bild |
| --------------------------------- | ----------- | --- | -------- | ---- |
| Nr. 5 52° 56′ 3″ N, 10° 44′ 58″ O | Schafstall  | Fachwerkbau unter Halbwalmdach in Ziegeldeckung, mit zwei Quereinfahrten an der Südost- und zwei Schäfertüren an der Nordwestseite. Errichtet um 1870. | 31099678 |      |

## Növenthien

### Einzeldenkmale in Növenthien
| Lage                               | Bezeichnung               | Beschreibung | ID       | Bild |
| ---------------------------------- | ------------------------- | --- | -------- | ---- |
| Nr. 4 52° 55′ 50″ N, 10° 47′ 40″ O | Wohn-/ Wirtschaftsgebäude | Vierständerbau mit Vorschauer unter Halbwalmdach in Ziegelpfannendeckung. Zwerchhaus an der östlichen Traufseite. Wirtschaftsteil 1928 zu Wohnzwecken umgebaut. Wand- und Deckenmalerei im Vorschauer. Errichtet 1842 (i). | 31099731 |      |
| Nr. 7 52° 55′ 53″ N, 10° 47′ 36″ O | Wohn-/ Wirtschaftsgebäude | Vierständerbau mit Vorschauer unter Halbwalmdach in Ziegelpfannendeckung. Wohngiebel vertikal verbrettert. Errichtet um 1800.                                                                                              | 31099749 |      |

## Rassau

### Einzeldenkmale in Rassau
| Lage                               | Bezeichnung              | Beschreibung | ID       | Bild |
| ---------------------------------- | ------------------------ | --- | -------- | ---- |
| Nr. 4 52° 57′ 27″ N, 10° 41′ 32″ O | Wohnhaus mit Einfriedung | Zweigeschossiger Massivbau in Backsteinsichtmauerwerk unter Walmdach in Ziegelpfannendeckung. Mittelrisalit an der Straße unter Krüppelwalmdach. Vierachsiger Eckrisalit an der Südseite. Erbaut 1906 (i). Das Grundstück wird durch eine historische Einfriedung eingefasst. | 31099767 |      |

## Schlieckau

### Einzeldenkmale in Schlieckau
| Lage                               | Bezeichnung               | Beschreibung | ID | Bild |
| ---------------------------------- | ------------------------- | --- | -- | ---- |
| Nr. 10 52° 57′ 9″ N, 10° 42′ 25″ O | Wohn-/ Wirtschaftsgebäude | Stark verändertes Fachwerkgebäude unter Halbwalmdach in Ziegelpfannendeckung. Wirtschaftsgiebel verkleidet. Wohl ehemalige Abbauerstelle. Errichtet in zweiter Hälfte 18. Jh. |    |      |

## Wellendorf

### Gruppe baulicher Anlagen in Wellendorf
| Lage                                   | Bezeichnung | Beschreibung                                                                | ID       | Bild |
| -------------------------------------- | ----------- | --------------------------------------------------------------------------- | -------- | ---- |
| Nr. 2 / 5 52° 56′ 56″ N, 10° 43′ 25″ O | Hofanlage   | Die westliche Ortseinfahrt wird flankiert von zwei Bauten der Zeit um 1900. | 31080353 | BW   |

### Einzeldenkmale in Wellendorf
| Lage                                           | Bezeichnung               | Beschreibung | ID       | Bild |
| ---------------------------------------------- | ------------------------- | --- | -------- | ---- |
| Wellendorf Nr. 2 52° 56′ 56″ N, 10° 43′ 26″ O  | Scheune                   | Giebelständiger Fachwerkbau mit Backsteinausfachungen unter Halbwalmdach in roter Hohlpfannendeckung mit außermittiger Längsdurchfahrt. Errichtet in zweiter Hälfte 19. Jh.                                                                     | 31100152 |      |
| Wellendorf Nr. 5 52° 56′ 55″ N, 10° 43′ 25″ O  | Gasthaus                  | Eingeschossiger traufständiger Mittelteil zwischen zweigeschossigem giebelständigen Seitenflügeln in Backsteinsichtmauerwerk unter Satteldächern in Ziegelpfannendeckung. Reiche Ziersteinsetzung. Erbaut 1901 (i). Ehemalige Hofstelle Nr. 13. | 31099951 |      |
| Wellendorf Nr. 61 52° 56′ 45″ N, 10° 43′ 19″ O | Wohn-/ Wirtschaftsgebäude | Vierständerbau mit Vorschauer unter Halbwalmdach in Ziegelpfannendeckung. Seitlich Zwerchgiebel mit Mansarddach. Errichtet 1880 (i). Ehemalige Hofstelle Nr. 3                                                                                  | 31099932 | BW   |

## Ehemalige Baudenkmale
| Lage                                                          | Bezeichnung                                                            | Beschreibung | ID | Bild |
| ------------------------------------------------------------- | ---------------------------------------------------------------------- | ------------ | -- | --- |
| Suhlendorf Im Suhl vor dem Tore 4 52° 55′ 30″ N, 10° 46′ 3″ O | Wohnhaus                                                               |              |    | [[Vorlage:Bilderwunsch/code!/C:52.925039,10.767483!/D:Suhlendorf Im Suhl vor dem Tore 4, Wohnhaus!/\|BW]]                                                  |
| Suhlendorf Mühlenmuseum 52° 55′ 30″ N, 10° 45′ 22″ O          | Bockwindmühle                                                          |              |    | |
| Grabau Nr. 5 52° 56′ 58″ N, 10° 48′ 41″ O                     | Wohnhaus                                                               |              |    | [[Vorlage:Bilderwunsch/code!/C:52.949493,10.811342!/D:Grabau Nr. 5, Wohnhaus!/\|BW]]                                                                       |
| Grabau Nr. 6                                                  | Wohn-/ Wirtschaftsgebäude mit Feldsteinpflasterung                     |              |    | |
| Grabau Nr. 9                                                  | Wohn-/ Wirtschaftsgebäude                                              |              |    | |
| Groß Ellenberg Nr. 1 52° 56′ 8″ N, 10° 44′ 54″ O              | Hofanlage mit Einfriedung und Feldsteinpflasterung sowie Eichenbestand |              |    | [[Vorlage:Bilderwunsch/code!/C:52.935649,10.748202!/D:Groß Ellenberg Nr. 1, Hofanlage mit Einfriedung und Feldsteinpflasterung sowie Eichenbestand!/\|BW]] |
| Kölau Nr. 2 52° 54′ 46″ N, 10° 46′ 29″ O                      | Wohn-/ Wirtschaftsgebäude                                              |              |    | [[Vorlage:Bilderwunsch/code!/C:52.912666,10.774749!/D:Kölau Nr. 2, Wohn-/ Wirtschaftsgebäude!/\|BW]]                                                       |
| Kölau Nr. 7 52° 54′ 48″ N, 10° 46′ 31″ O                      | Ehemaliges Wohnwirtschaftsgebäude                                      |              |    | [[Vorlage:Bilderwunsch/code!/C:52.913318,10.775183!/D:Kölau Nr. 7, Ehemaliges Wohnwirtschaftsgebäude!/\|BW]]                                               |
| Wellendorf Nr. 13 52° 56′ 49″ N, 10° 43′ 43″ O                | Hofanlage                                                              |              |    | [[Vorlage:Bilderwunsch/code!/C:52.946883,10.72856!/D:Wellendorf Nr. 13, Hofanlage!/\|BW]]                                                                  |